# HD118365
HD118365 — хімічно пекулярна зоря спектрального класу
A й має видиму зоряну величину в смузі V приблизно 10,3.